# Bittacus planus
Bittacus planus är en näbbsländeart som beskrevs av Cheng 1950. Bittacus planus ingår i släktet Bittacus och familjen styltsländor. Inga underarter finns listade i Catalogue of Life.